# Pristomerus clypeatus
Pristomerus clypeatus là một loài tò vò trong họ Ichneumonidae.